# Пардубице (баскетбольный клуб)
«Пардубице» — чешский профессиональный баскетбольный клуб из одноименного города. Наивысшее достижение клуба — выход в полуфинал плей-офф НБЛ.

## Сезоны
| Сезон   | Лига | Уровень | РЧ | Плей-Офф  | Еврокубки                 |
| ------- | ---- | ------- | -- | --------- | ------------------------- |
| 2010-11 | НБЛ  | 1       | 3  | Полуфинал | -                         |
| 2011-12 | НБЛ  | 1       | -  | -         | 2-й гр.этап Еврочелленджа |